# Viburnum davidii
Viorne de David
Espèce
Viburnum davidii, la viorne de David, est une espèce d’arbuste de la famille des Adoxaceae, originaire de la zone montagneuse à l'ouest du Sichuan en Chine. Il est utilisé en horticulture en raison de son beau feuillage persistant vert foncé, lustré, mis en valeur par les nuances rouge des pétioles.

## Étymologie et histoire de la nomenclature

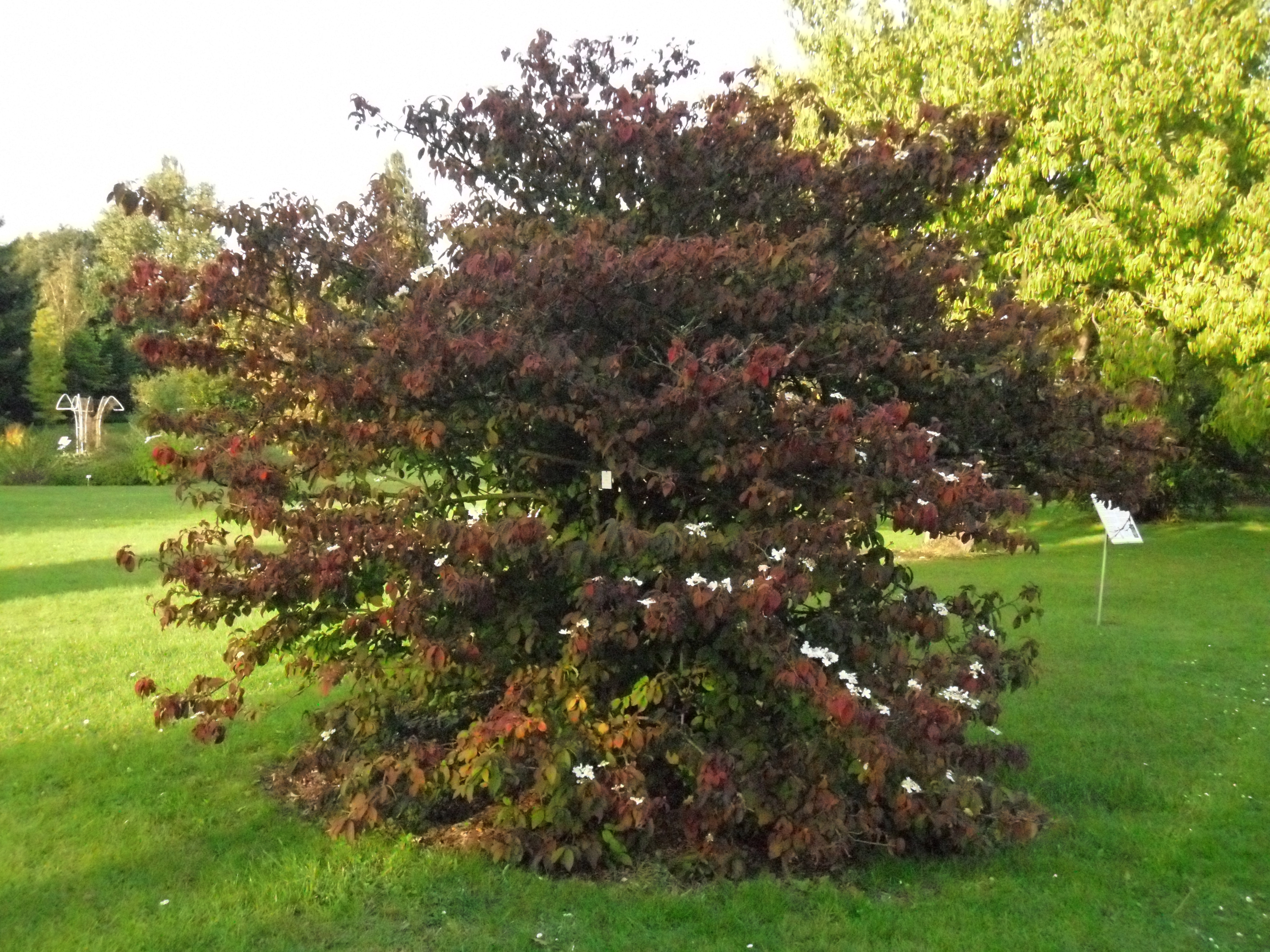
Viorne de David, Jardin bot. Düsseldorf

Le nom de genre Viburnum a été créé en latin scientifique par Linné (en 1753 ) à partir du latin classique uiburnum signifiant « viorne, Viburnum lantana » (André). Dans sa graphie classique, le latin ne distingue pas le U du V.
L’épithète spécifique davidii a été donnée par le botaniste Adrien Franchet pour honorer le missionnaire botaniste Armand David.
Le père David fait partie de cette vingtaine de missionnaires botanistes qui au XIXe siècle, ont beaucoup contribué à la découverte de la flore chinoise. Établi pendant quelques mois de 1869, à Moupin (actuellement Baoxing), dans une région d’ethnie tibéto-birmane Gyarong, il collecta et envoya au Muséum de Paris, 676 spécimens de plantes, 441 d'oiseaux, 145 de mammifères (dont le Panda géant). La présente espèce de Viburnum a été collectée sur des collines dans la région de Moupin au Tibet oriental en avril 1869, à une époque où la flore et la faune étaient encore préservées.
Le botaniste Adrien Franchet en donna une description en 1885 dans Plantae davidianae ex sinarum imperio. Après la description en latin (ou diagnose), il indique en français « Espèce bien caractérisée par ses feuilles coriaces, très épaisses, et par sa nervation ; l’inflorescence forme une ombelle resserrée et ne s’élève pas au-dessus des feuilles ».

## Description

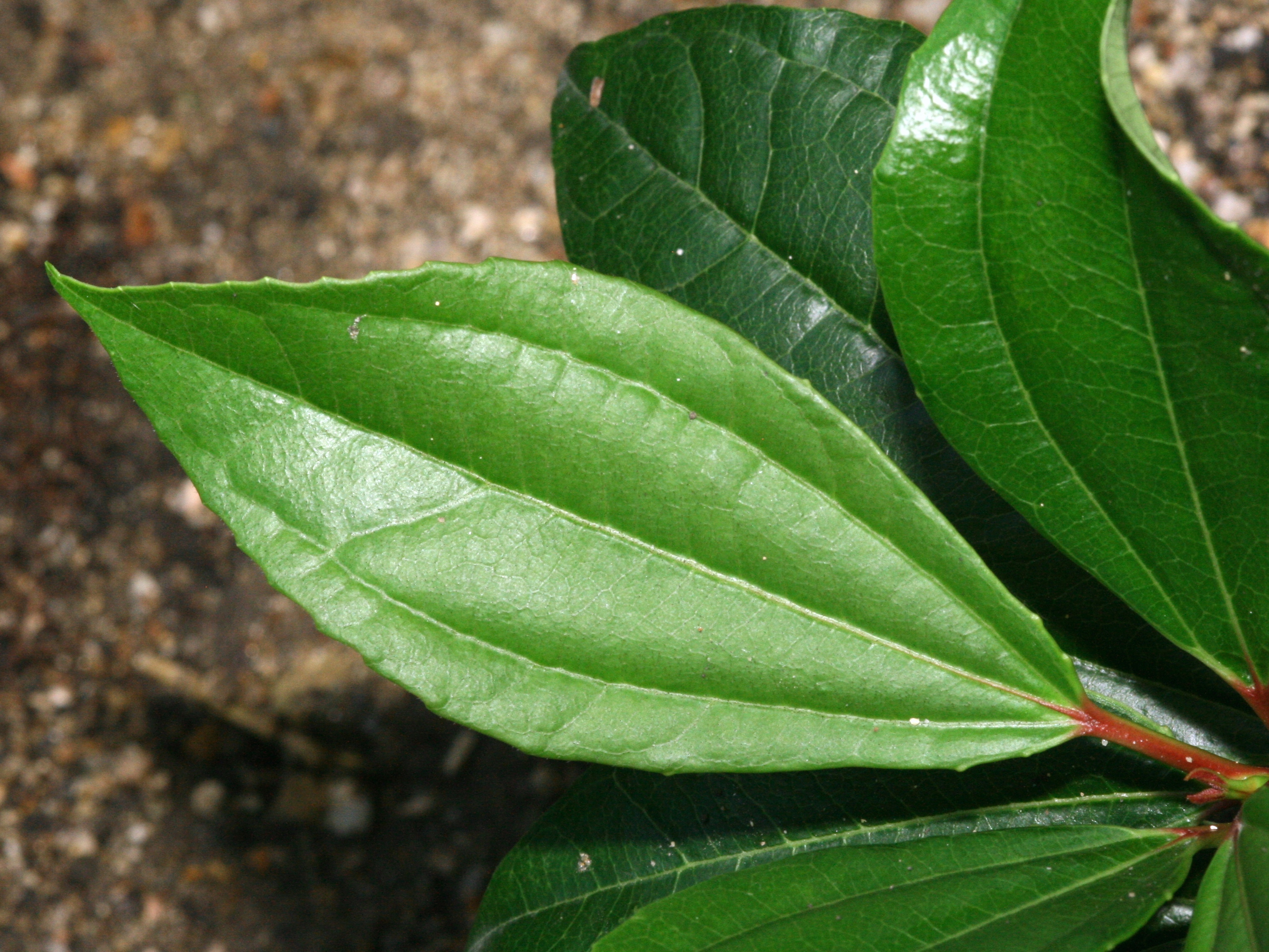
Jeune feuille, la nervation commence par 3 nervures principales

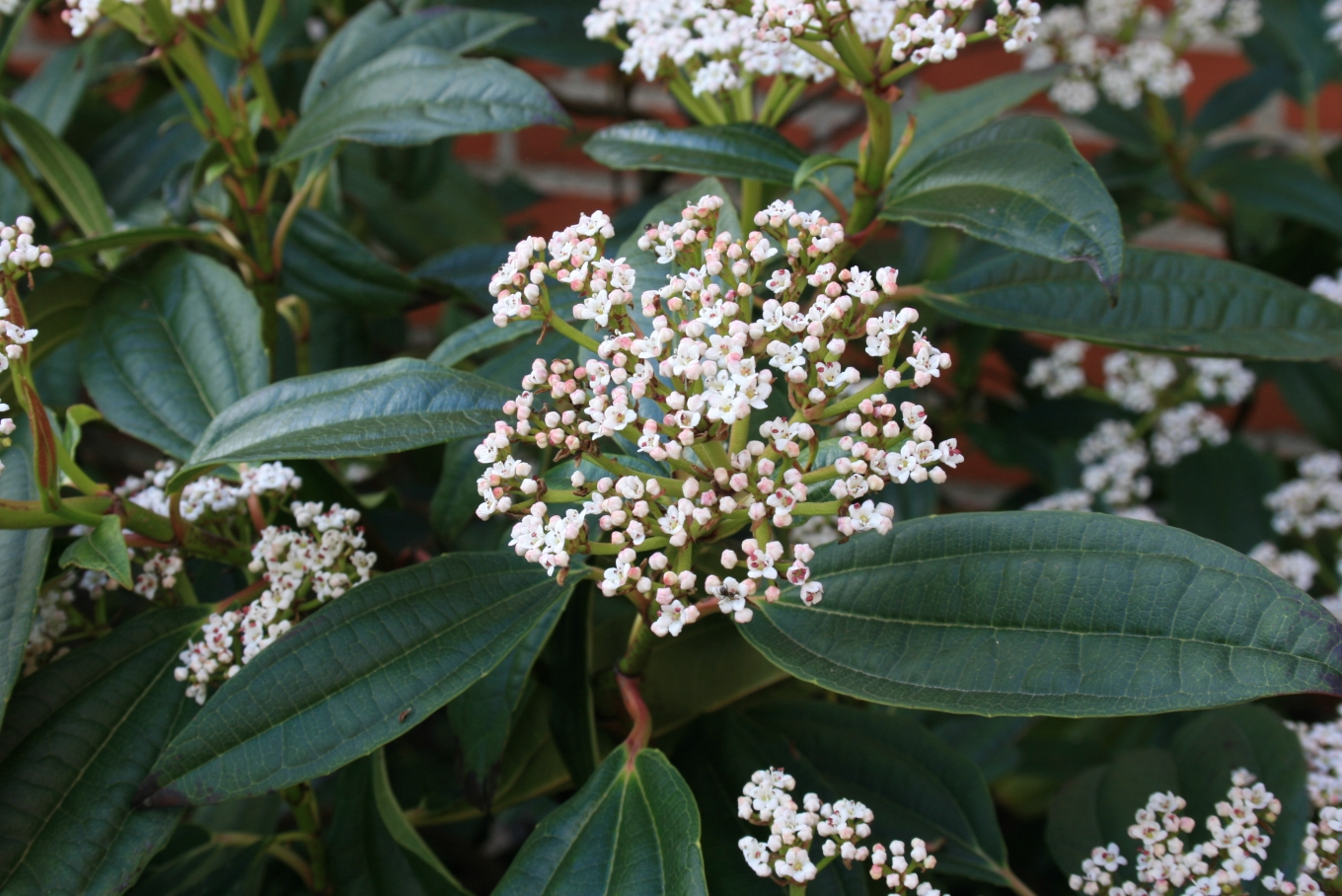
Fleurs

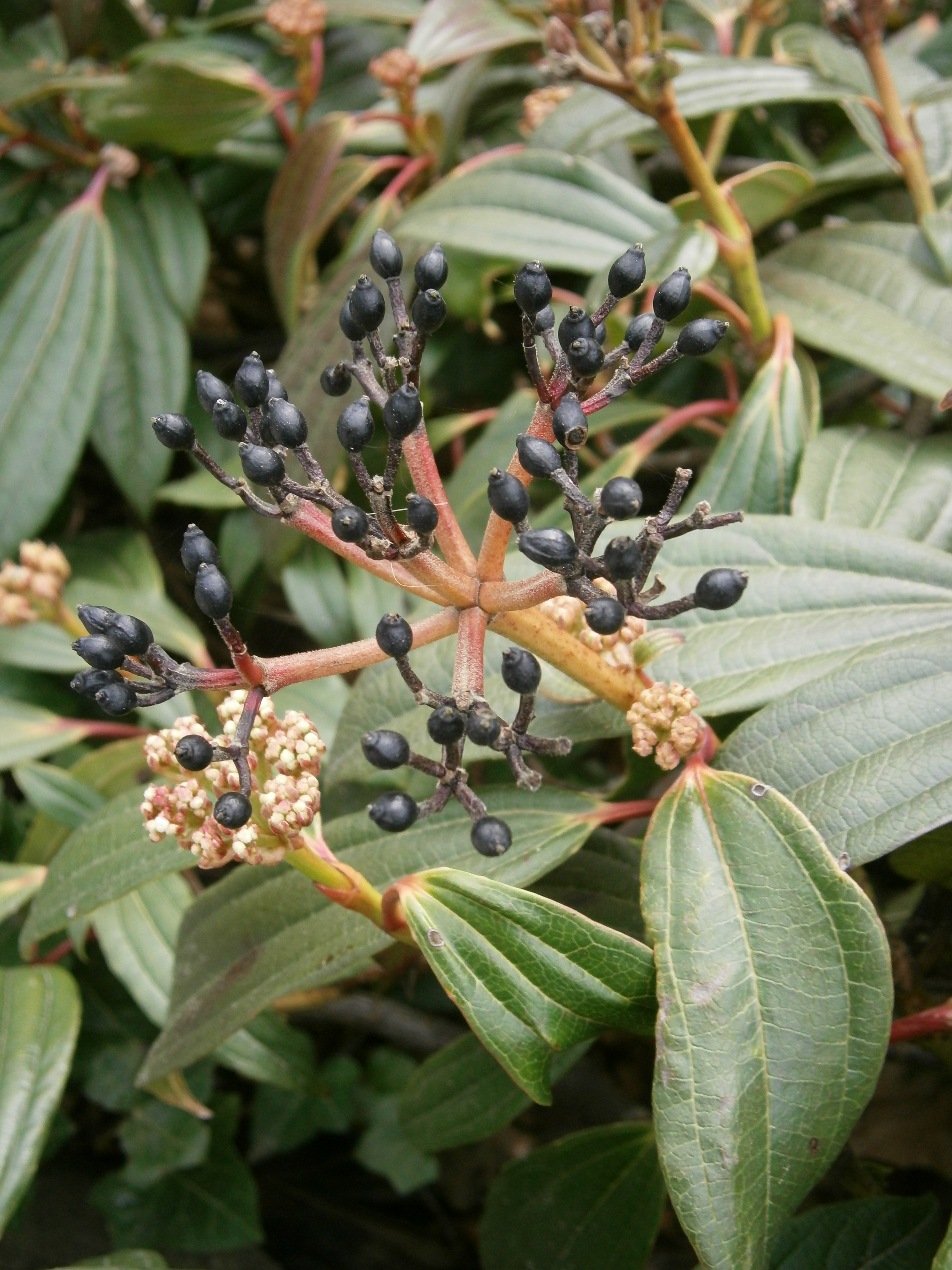
Fruits

Viburnum davidii est un arbuste à feuilles persistantes atteignant 10 m de haut. Les jeunes rameaux de l’année sont de couleur pourpre-brunâtre, avec des lenticelles en relief, ceux de l’année précédente sont gris-blanchâtre, avec de grosses lenticelles arrondies.
Les feuilles sont opposées, portées par un pétiole violacé, robuste et comportent un limbe violacé à l'état jeune, elliptique-obovale à elliptique, de 6–14 cm de long sur 4–7 cm de large, coriace, brillant, rugueux, revers jaunâtre à pubescence étoilée, à 3 nervures partant du pétiole et de nervures pennées, à base largement cunéiforme ou presqu’arrondie, à apex courtement acuminé. 
L’inflorescence est une cyme composée en forme d'ombelle, terminale, de 4–6 cm de diamètre. Les fleurs sont portées par des rayons du deuxième ordre, non parfumées, à pédicelles très courts. Le calice est un tube campanulé verdâtre, la corolle blanche forme un tube de 2 mm de diamètre, à 5 lobes étalés, les 5 étamines sont insérées près de la base du tube de la corolle.
Le fruit mûrissent avec la couleur bleu-noirâtre, ovoïde, de 6 × 4 mm, à base arrondie.
La floraison a lieu en juin et la fructification en septembre-octobre.

## Distribution et habitat
La viorne de David est une espèce endémique de Chine, avec une distribution limitée à la zone montagneuses à l’ouest du Sichuan.

## Horticulture
La viorne de David est belle toute l’année.
Si sur la frange orientale du plateau tibétain, la viorne de David peut devenir un grand arbuste, les clones retenus pour l’horticulture sont compacts, de moins d’un mètre de hauteur mais peuvent s’étendre en largeur.
C’est un arbuste d’entretien facile. Il supporte des températures de −15° C et se plaît en situation de mi-ombre.